# Centro Príncipe Felipe
El Centro Príncipe Felipe es una institución pública de la ciudad española de Pontevedra dependiente de la Diputación Provincial de Pontevedra, dedicada a la atención y formación de menores en situación de riesgo o exclusión social. Ubicado en la parroquia de Mourente, este complejo ofrece diversos servicios educativos y sociales orientados al bienestar y desarrollo integral de niños y jóvenes.

## Localización
El Centro Príncipe Felipe se sitúa en la Avenida de Montecelo, 12, muy cerca del Hospital Gran Montecelo en la parroquia pontevedresa de Mourente, al este del casco urbano.

## Historia
La denominada en sus orígenes Ciudad Infantil Príncipe Felipe de Pontevedra fue inaugurada el 26 de julio de 1976 por los reyes de España, Juan Carlos I y Sofía, durante una visita oficial a Galicia. Este complejo, concebido como una institución benéfico-social, se destinó a acoger y formar a niños y jóvenes en situación de riesgo o exclusión social. Contaba con instalaciones como un hogar o hospicio provincial, una escuela de educación especial para personas con discapacidades físicas y mentales, un centro de formación profesional y un colegio nacional de EGB, entre otros servicios.
Con el tiempo, el complejo evolucionó y actualmente se conoce como Centro Príncipe Felipe, gestionado por la Diputación de Pontevedra. El centro ofrece servicios sociales en áreas como juventud, familia, atención a mayores y mujer, a través de diversos centros residenciales, educativos y sociales. Desde los años 1990, la Junta de Galicia colabora estrechamente con la Diputación de Pontevedra para apoyar el Centro Príncipe Felipe, especializado en la protección de niños y adolescentes.
En octubre de 2023, la Junta de Galicia y la Diputación de Pontevedra formalizaron un acuerdo para transferir al gobierno autonómico la titularidad de tres centros educativos situados en el recinto de la Ciudad Infantil Príncipe Felipe. Los centros incluidos en esta transferencia fueron el CIFP Carlos Oroza, el CEIP Daría González y el Centro de Educación Especial Pontevedra.
En el año 2025, el Centro Infanto-Juvenil Agarimo fue objeto de una reforma integral impulsada por la Diputación de Pontevedra, con una inversión superior a 1,1 millones de euros. Las obras incluyeron la sustitución de la cubierta del edificio, construido originalmente en 1976, debido a su estado de deterioro, que generaba filtraciones y deficiencias de aislamiento. Además de la renovación estructural, se llevaron a cabo mejoras en diversas estancias, con la instalación de nuevo mobiliario, la reparación de la red eléctrica, la modernización del sistema de iluminación, la colocación de nuevo pavimento y la actualización del sistema de protección contra incendios, mediante detectores de última generación.

## Descripción
El Centro Príncipe Felipe es actualmente una institución pública gestionada por la Diputación de Pontevedra, dedicada a la atención y formación de menores en situación de riesgo o exclusión social. Ofrece servicios de acogida residencial y de atención diurna para niños y jóvenes, con el objetivo de mejorar su bienestar social y favorecer su integración. El centro cuenta con diversas unidades especializadas y programas educativos adaptados a las necesidades de los menores que atiende. Es el centro más grande con estas características en Galicia.
Acoge a menores que han perdido a sus progenitores o carecen de referentes familiares. Su función principal es brindar atención y formación a niños y jóvenes en situación de riesgo o exclusión social, incluyendo a aquellos que se encuentran en situación de desamparo. Por ejemplo, el centro ha acogido a menores migrantes no acompañados, es decir, sin ningún referente familiar.

### Instalaciones
El edificio principal del Centro Príncipe Felipe se alza sobre una parcela de 93.567 metros cuadrados y cuenta con cuatro plantas y cubierta, lo que permite una distribución funcional y versátil del espacio.

### Centros y servicios
El centro Maternoinfantil acoge a menores, de entre 0 y 8 años y el centro Escuela-Hogar y centro Infantojuvenil Agarimo, que acogen a menores de entre 8 y 18 años. El centro Príncipe Felipe ofrece servicios generales como atención médica, cocina-comedor, transporte escolar, asistencia social y psicológica o lavandería. Cuenta con 105 plazas gestionadas por la Junta de Galicia, de las cuales 75 están destinadas a acogida residencial y 30 a atención diurna.
Cada unidad de convivencia dispone de infraestructura y espacios como patio exterior, sala de juegos, sala de televisión, comedor, cocina, habitaciones, aseos y almacén. El centro desempeña un papel fundamental en la protección y desarrollo de menores en situación de vulnerabilidad en la provincia de Pontevedra. El centro Infanto-Juvenil Agarimo ofrece una amplia gama de servicios especializados, que incluyen el seguimiento escolar, la orientación psicoeducativa, el acogimiento residencial, el asesoramiento familiar, así como la atención médica, sanitaria y psicológica. Su objetivo es proporcionar un entorno seguro y estructurado que favorezca el desarrollo personal y educativo de los menores acogidos.
El Centro Príncipe Felipe ofrece como modalidades de atención un régimen de acogida residencial diurna y un régimen de acogimiento residencial que atiende a menores procedentes de familias con problemáticas de riesgo psicosocial. El centro organiza actividades durante todo el año para sus integrantes, como piscina, fútbol o gimnasia rítmica aprovechando los recursos disponibles dentro de las instalaciones del Centro Príncipe Felipe.